# Aleuroclava sepangensis
Aleuroclava sepangensis es un insecto hemiptero de la familia Aleyrodidae, con una subfamilia: Aleyrodinae. Fue descrita científicamente en 2007 por Martin & Mound.